# Ricky King
Ricky King (ur. 12 marca 1946 w Rastatt w Niemczech, prawdziwe nazwisko: Hans Lingenfelder) – niemiecki gitarzysta.

## Życiorys
Ricky King sam nauczył się grać na gitarze w wieku 11 lat. Muzyka fascynowała go już od dzieciństwa. Pod koniec lat 50. XX wieku zachwycił się muzyką gitarową takich zespołów instrumentalnych, jak The Shadows i The Ventures. Po ukończeniu szkoły, odbył staż jako technik radiowo-telewizyjny. W latach 1964–1970 uczył się muzyki w Państwowej Akademii Muzycznej w Karlsruhe, a w 1971 roku zdał egzamin jako nauczyciel muzyki. Już w 1960 roku grał w różnych lokalnych zespołach, a od 1973 roku został członkiem zespołu Hitkids i pracował jako muzyk studyjny przeważnie z niemieckimi artystami muzyki pop, takimi jak np.: Paola, Roberto Blanco i Costa Cordalis.
W 1976 roku rozpoczął karierę solową. Jego debiutancki utwór Verde został przebojem niemieckiego Top 10, w Austrii był numerem 4., a w Szwajcarii zajmował pierwsze miejsce. Inne jego single również były w 50 najlepiej sprzedających się płyt w Niemczech i trafiły na listy przebojów. Jego album „20 Welthits im Gitarrensound” („20 światowych hitów w gitarowym brzmieniu”) osiągnął w Niemczech status platynowej płyty. W sumie sprzedał ponad 6 milionów płyt. Był członkiem takich zespołów jak: Fellows, Twenties, Moonlights, Rockin Stars, Moby Dick, Joy Unlimited, Hitkids.
W 1979 roku wraz z żoną Birgit zostali ochrzczeni w  religii Świadków Jehowy.